# Charles-Philippe de Suède (1601-1622)
Titre
Prince héritier présomptif de Suède
(Duc de Södermanland, Värmland et de Närke)
30 octobre 1611 – 22 janvier 1622
(10 ans, 2 mois et 23 jours)
 
Charles-Philippe de Suède (en suédois : Hertig Karl Filip av Sverige), né le 22 avril 1601 au château de Narva dans le duché d'Estonie et mort le 25 janvier 1622 à Narva dans le duché d'Estonie, était un prince suédois, fils du roi Charles IX et de Christine de Holstein-Gottorp. Il fut titré duc de Södermanland, Närke et Värmland du 15 mars 1607 à sa mort.

## Biographie
Le prince Charles-Philippe est né en 1601, lors de la visite du régent de Suède et de son épouse la princesse Christine de Holstein-Gottorp dans  le duché d'Estonie.
Comme son frère aîné, le prince héritier Gustave-Adolphe, il est éduqué pour être un fervent Luthérien sous la tutelle de Johan Skytte (en).
Entre 1611 et 1613, il est candidat pour devenir tsar de Russie, mais c'est finalement Michel Romanov qui est élu le 21 février 1613.
En attendant sa majorité, c'est sa mère Christine de Holstein-Gottorp qui devient régente du duché de Södermanland, avant qu'il ne s'installe enfin dans la capitale du duché, Nyköping.
En 1617, il se rend en Allemagne, au Danemark et en France pour terminer ses études.
Il épouse secrètement le 5 mai 1620 Elisabet Ribbing avant de rejoindre l'armée et secondé son frère en 1621, dans la guerre en Livonie, en se distinguant brillamment lors du siège de Narva, hélas quelque temps plus tard il tombe malade et meurt le 25 janvier 1622.
Lorsqu'il décède en 1622, il est le dernier Duc féodal de Sodermanland. En effet, lorsque le roi Gustave III réintroduit le titre en 1772 pour le prince Charles, ce n'est plus qu'un simple titre honorifique, ne portant plus d'autorité provinciale.
La ville de Filipstad dans la province de Värmland a été nommée en l'honneur du prince Charles-Philippe.
Le prince Charles-Philippe fut inhumé dans la cathédrale de Strängnäs.

## Titres et honneurs

### Titulature
- 15 mars 1607 — 25 janvier 1622 : Son Altesse Royale le prince Charles-Philippe de Suède, duc Södermanland, de Närke et de Värmland

### Armes
Le prince fut titré le jour du couronnement de son père, le 15 mars 1607, celui-ci lui transmis ses duchés de Södermanland, de Närke et de Värmland. On peut alors supposer[Quoi ?] que le prince Charles-Philippe reprit aussi ces armories :
Écartelé à la croix pattée d'or, qui est la croix de Saint-Eric, 1 d'azur à trois couronnes d'or posées 2 et 1 (qui est de Suède moderne) ; 2 d'azur, à trois barres ondées d'argent, au lion couronné d'or armé et lampassé de gueules, brochant sur le tout (qui est de Suède ancien) ; 3 en pointe d'or à un griffon de sable, armé et lampassé de gueules qui est de Södermanland ; 4 de gueules, à deux dards d'or, pointés d'argent, passés en sautoir, accompagnés de quatre roses d'argent, boutonnées et pointées d'or qui est de Närke, enté en pointe d'argent à une aigle éployée de sable membrée, becquée, armée et languée de gueules qui est de Värmland (ancien blasonnement), sur-le-tout parti tranché d'azur et de gueules à la banche d'argent et à la gerbe d'or brochant sur le tout qui est de Vasa.

## Sources
- (en) Cet article est partiellement ou en totalité issu de l’article de Wikipédia en anglais intitulé « Charles Philip, Duke of Södermanland » (voir la liste des auteurs).